# Boerhäst
Boerhästen eller Kaphästen är en hästras som utvecklats i Sydafrika. Rasen har fått sitt namn efter Kapstaden och det folkslag kallat boer i Sydafrika. Hästen ansågs perfekt redan från början men ändå blandade de nya vita uppfödarna in europeiska raser i syfte att förbättra hästen. Boerhästen är dessutom stamfader till en annan ras som kallas Calvinia och den mycket mindre varianten kallad boerponny.

## Historia
De första boerhästarna dök upp när de vita européerna flyttade till Sydafrika för att kolonisera den afrikanska kontinenten. En man kallad Jan van Riebeeck anlände till Kapstaden år 1652. Han importerade hästar från Java för att få igång hästaveln i landet. Till sin hjälp tog han bland annat persiska arabhästar och under hans styre startades Holländska Ostindiska Kompaniet som sålde ut hästarna till världen. Många olika europeiska hästraser bör ha skeppats till Sydafrika under koloniseringen, bland annat olika holländska hästar och framförallt engelska raser som norfolktravare, hackneyhästar och engelska fullblod.
Efter 150 år började man importera ännu fler persiska araber, för att undvika inavel bland boerhästarna. Araberna fick även förädla rasen ytterligare. År 1793 importerades även andalusierhästar från Spanien som korsades med några boerhästar, men andalusierna fick inget större inflytande på rasen och de första åren efter inblandningen av araberna så fick rasen vara som den var. Den användes mycket av militära makter och användes i Boerkrigen under 1800-talet. Men när Suezkanalen byggdes ändrades resevägarna till Indien och exporten till Sydafrika avstannade helt. 1870 dog dessutom många hästar på grund av en sjukdom som härjade under kriget.
Trots allt detta så fortsatte aveln som vanligt och kriget blev ett slags uthållighetsprov för boerhästarna och även en annan hästras från Sydafrika kallad basutoponny. Boerhästen var nära utrotning efter första världskriget men tack vare ihärdiga uppfödare så föddes flera hästar upp och rasen blomstrar i Sydafrika och fick rykte om sig som en utmärkt ridhäst och kavallerihäst ute i världen.

## Egenskaper
Boerhästen är en liten nätt häst som är ädel i typen. Huvudet är tilltalande med rak nosprofil. Huvudet bärs ofta väldigt högt hos boerhästen. Benen är smala och smäckra men ändå starka och hovarna är hårda och tåliga. Svansen sitter högt ansatt.
Boerhästen är stark och mycket tålig och har höga, eleganta rörelser. Idag används den som tävlingshäst och till turistridning i de turistrikaste områdena runt Kapstaden. På grund av sitt arabiska ursprung är de tåliga för hetta och kan ridas av tunga personer under långa distanser.